# Opatija Rievaulx
Opatija Rievaulx je nekdanji cistercijanski samostan v Rievaulxu, v bližini Helmsleya v narodnem parku North York Moors, severni Yorkshire, Anglija. Vodil ga je opat Rievaulx in je bil eden izmed najbogatejših samostanov v Angliji, dokler ga ni ukinil Henrik VIII. Angleški leta 1538. Širše območje je dobilo status načrtovanega starodavnega spomenika leta 1915 in opatijo je leta 1917 prevzelo takratno Ministrstvo za dela. Njegove ruševine so turistična atrakcija, v lasti države in jo vzdržuje vladna organizacija English Heritage.

## Ustanovitev
Samostan Rievaulx je bil ustanovljen leta 1132. Dvanajst menihov iz samostana v Clairvauxu je odšlo kot poslanstvo za kolonizacijo na sever Anglije in Škotske. To je bil prvi cistercijanski samostan na severu. Sčasoma je postal en od velikih cistercijanskih samostanov Yorkshirea, drugi za slavno Fountains Abbey.
Njegova oddaljena lokacija je bila idealna za cistercijane, katerih želja je bila, da sledijo strogemu življenju v molitvi in samooskrbi z malo stika z zunanjim svetom. Zavetnik Walter Espec, član cistercijanske skupnosti, je ustanovil še samostan Wardon v Bedfordshireu na nedonosni pustinji na enem od njegovih podedovanih posestev.
Viljem I., prvi opat Rievaulxa, je začel graditi v 1130-ih. Drugi opat, sveti Aelred iz Rievaulxa, je razširil stavbe. Pod Aelredom naj bi samostan zrasel na približno 140 menihov in 500 bratov laikov. Do konca svojega mandata je imel Rievaulx pet hčerinskih hiš v Angliji in na Škotskem.

## Financiranje
Samostan stoji v gozdnatem predelu ob reki Rye, v zavetju hribov. Da bi imeli dovolj ravnice za obdelavo, so del reke preusmerili bolj zahodno od svoje nekdanje struge. Menihi so v 12. stoletju spremenili tok reke trikrat. Stara struga je vidna osnovi samostana. To je ilustracija tehnične iznajdljivosti menihov, ki so sčasoma zgradili donosno poslovanje z rudarjenjem svinca in železa, redili so ovce in prodajali volno kupcem iz vse Evrope. Samostan Rievaulx je postal eden največjih in najbogatejših v Angliji s 140 menihi in še veliko več bratov laikov. Obsegal je 6000 hektarjev zemljišč in ustanavljal hčerinske samostane v Angliji in na Škotskem.
Proti koncu 13. stoletja se je samostan zadolževal za svoje gradbene projekte in izgubil prihodek zaradi epidemije bolezni ovac (psoroptic mange). Nesreča je otežila delo plenilcem iz Škotske v začetku 14. stoletja. Da bi bile stvari še slabše, je prebivalstvo v sredini 14. stoletja ogrožala črna smrt (kuga), zato je bilo težko zaposliti nove laične brate za ročno delo. Samostan je bil prisiljen oddati v najem velik del svojih zemljišč. Leta 1381 je bilo le še štirinajst menihov, trije laični bratje in opat, nekatere stavbe so opustili.
Do 15. stoletja je bila cistercijanska praksa doslednega spoštovanja pravil svetega Benedikta opuščena v prid bolj udobnemu življenju. Menihom je bilo dovoljeno jesti meso in imeti zasebno stanovanje, tudi opat je imel precejšnje zasebno gospodinjstvo.

## Ukinitev
Samostan je ukinil kralj Henrik VIII. Angleški leta 1538. Takrat so poročali, da je 72 stavb zasedalo poleg opata še 21 menihov ter 102 delavca, dohodki so znašali 351 £ na leto. Samostan je imel v lasti prototip plavža v Laskillu z zelo učinkovito proizvodnjo litega železa, kot so sodobni današnji plavži. Gerry McDonnell (arheometalurg Univerze v Bradfordu) ocenjuje, da je zaprtje Rievaulxa prestavilo industrijsko revolucijo za dve in pol stoletji.
Henrik je ocenil, da so stavbe neprimerne za bivanje in odvzel dragocenosti, kot je bil svinec. Lokacijo je prodal grofu Rutlandu, enemu od svojih svetovalcev, dokler se ni prenesla v družino Duncombe.
V 1750-tih je Thomas Duncombe III. polepšal posestvo z izgradnjo terase z dvema templjema v grškem slogu. So v oskrbi National Trust. Ruševine opatije pa so v skrbi English Heritage.
- Samostan Rievaulx
- Pogled iz terase na samostan Rievaulx
- Pogled iz zraka
- Ruševine Rievaulx Abbey, 1803, slika John Sell Cotman
- Pogled na prezbiterij, južni transept, tloris kapiteljske dvorane in druge ostanke